# Сэведж-Рамбо, Сью
Сью Сэведж-Рамбо (англ. Sue Savage-Rumbaugh; р. 16 августа 1946) — американский приматолог и психолог, наиболее известная своей научной работой с двумя бонобо, самцом Канзи и самкой Панбанишей, в ходе которой занимается исследованиями их лингвистических и когнитивных способностей с помощью лексиграмм и компьютерной клавиатуры. Первоначально работая на базе лингвистического исследовательского центра Государственного университета штата Джорджия в Атланте, штат Джорджия, ныне она является почётным учёным центра изучения обучения приматов в Де-Мойне, штат Айова.

## Образование
Сью Сэведж-Рамбо получила степень магистра в Университете Оклахомы и защитила свою докторскую диссертацию там в 1975 году. Удостоена звания почётного доктора философии Чикагским университетом в 1997 году и Государственным университетом штата Миссури в 2008 году.

## Научная деятельность
Сэведж-Рамбо является первым и единственным учёным, проводившим языковые исследования с бонобо. В 2005 году она присоединилась к программе «Great Ape Trust» Айовского центра изучения обучения приматов после 23-летнего сотрудничества с лингвистическим исследовательским центром государственного университета штата Джорджия (LRC). В 2011 году Сью была признана одним из 100 самых влиятельных людей в мире по версии журнала TIME.
Работая в Университете Джорджии, Сэведж-Рамбо была пионером в использовании нескольких новых языковых технологий для работы с приматами. Её взгляды на язык, лингвистику, психологию и другие науки, связанные с мозговой деятельностью и сознанием, неоднократно бывали предметом научных споров. Она считает, в частности, что некоторые приматы, такие как шимпанзе и бонобо, вполне способны учить языки, как и люди. Стивен Пинкер, известный учёный в области когнитивной науки, в своей книге The Language Instinct подверг взгляды Сэведж-Рамбо резкой критике. Пинкер считает, что Канзи и другие приматы, с которыми она работала, не способны понять даже основ языка.
В сентябре 2012 года Сэведж-Рамбо была отправлена в отпуск Айовским центром, поскольку несколько бывших сотрудников учреждения заявили о плохом обращении с приматами с её стороны, однако уже в ноябре того же года она вернулась к работе.